# Trichoniscus steinboecki
Trichoniscus steinboecki är en kräftdjursart som beskrevs av Karl Wilhelm Verhoeff 1931B. Trichoniscus steinboecki ingår i släktet Trichoniscus och familjen Trichoniscidae. Inga underarter finns listade i Catalogue of Life.